# Höstorkestern
Höstorkestern är ett svenskt proggband bildat i Kiruna, Norrbotten 2013. Gruppen gick först under namnet Jonas Pietikäinen och Höstorkestern men har kortat ner det till enbart Höstorkestern. Bandets texter är skrivna ur ett vänsterperspektiv och avhandlar ämnen som satiriska vardagsbetraktelser och kulturen i Tornedalen och Malmfälten.   

## Historia
Gruppen bildades i Kiruna 2013 av frontmannen Jonas Pietikäinen. Tillsammans med Hannes Autio-Pudas och Oskar Collin som han tidigare spelat tillsammans med i visgruppen De Tre. Flertalet av medlemmarna i gruppen är eller har varit aktiva i musikföreningen Tusen Toner.  Gruppen beskriver sig själva som ett musikkollektiv och har ett stort antal medlemmar (cirka 25) spridda över hela landet. 
2015 släppte bandet sitt debutalbum Jonas Pietikäinen & Höstorkestern. I samband med skivsläppet arrangerade bandet en konsert på Folkets hus i Kiruna i januari 2015. 
Den 14 juni släppte gruppen singeln "Meänfestivaali" som gästades av malmbergsmusikern Johan Airijoki.  Gruppen släppte sitt tredje album Ambivalens första maj 2020.  

## Primära gruppmedlemmar
- Jonas Pietikäinen - Sång och gitarr
- Viktor Krutrök - Sång, gitarr och dragspel
- Hannes Autio-Pudas - Cajón, slagverk, sång
- Mårten Eliasson - Klaviaturer, sång
- Linnéa Enberg - Trummor, slagverk, sång
- Elin Tannerdal - Bas, sång
- Oskar Collin - Gitarr, sång
- Johan Kalla - Trummor
- Jonas Nordqvist - Gitarr, banjo, lapsteel, klaviaturer
- Anton Teljebäck - Viola pomposa
- Elvira Seger - Saxofon, klarinett
- Engla Perström Heldebro - Bas, sång

## Diskografi
- 2015 - Jonas Pietikäinen & Höstorkestern (CD, Nacksving Gussjö)
- 2015 - Höstorkestern LIVE på Kiruna Folkets Hus (CD, Nacksving Gussjö)
- 2017 - Norrlands Medborgargarde (Rallaros records, Nacksving Gussjö)
- 2020 - Ambivalens (Rallaros records, Nacksving Gussjö)
- 2021 - Laakson Laulu EP (Rallaros records)
- 2024 - Folkets Hus (Rallaros records)